# Nigeria International 1995
Die Nigeria International 1995 im Badminton fanden Anfang Mai 1995 statt.

## Sieger und Platzierte
| Disziplin    | Gold                                      | Silber                                 | Bronze                              |
| ------------ | ----------------------------------------- | -------------------------------------- | ----------------------------------- |
| Herreneinzel | Danjuma Fatauchi                          | Wasiu Ogunseye                         | Benjamin Orakpo                     |
| Herreneinzel | Danjuma Fatauchi                          | Wasiu Ogunseye                         | Kayode Akinsanya                    |
| Dameneinzel  | Obiageli Olorunsola                       | Olamide Toyin Adebayo                  | –                                   |
| Herrendoppel | Danjuma Fatauchi Agarawu Tunde            | Kayode Akinsanya Adewole Sanyaolu      | Wasiu Ogunseye Benjamin Orakpo      |
| Herrendoppel | Danjuma Fatauchi Agarawu Tunde            | Kayode Akinsanya Adewole Sanyaolu      | D. Akuh J. Ndigbo                   |
| Damendoppel  | Olamide Toyin Adebayo Obiageli Olorunsola | J. Abioye Kuburat Mumini               | Funmi Alexander Christiana Odediran |
| Damendoppel  | Olamide Toyin Adebayo Obiageli Olorunsola | J. Abioye Kuburat Mumini               | Agartha Agyeiwaa Margaret Hasford   |
| Mixed        | Kayode Akinsanya Obiageli Olorunsola      | Danjuma Fatauchi Olamide Toyin Adebayo | Benjamin Orakpo J. Abioye           |
| Mixed        | Kayode Akinsanya Obiageli Olorunsola      | Danjuma Fatauchi Olamide Toyin Adebayo | Wasiu Ogunseye Christiana Odediran  |